# Port lotniczy Gustavo Artunduaga Paredes
Port lotniczy Gustavo Artunduaga Paredes (IATA: FLA, ICAO: SKFL) – port lotniczy położony w Florencia, w departamencie Caquetá, w Kolumbii.